# Laufwasserkraftwerk Bamenohl
Das Laufwasserkraftwerk Bamenohl ist ein Wasserkraftwerk in Nordrhein-Westfalen im Lennetal. Eigentümer ist der Ruhrverband in Essen, der im Sauerland acht Talsperren mit Wasserkraftanlagen besitzt. Die Betriebsführung des Kraftwerks obliegt der Lister- und Lennekraftwerke GmbH (LLK), einem 100%igen Tochterunternehmen des Verbands. Die jährliche Stromerzeugung beträgt rund 2,2 Millionen Kilowattstunden (kWh).

## Lage
Das Kraftwerk liegt am Mittellauf der Lenne zwischen Lennestadt und Plettenberg am südlichen Ortsausgang von Bamenohl in der Gemeinde Finnentrop. Der größte Nebenfluss der Ruhr hat bis dort rund 50 Kilometer Fließstrecke hinter sich und mit der Hundem einen wasserreichen Nebenlauf aufgenommen. Zur Anlage gehört das zwei Kilometer oberhalb bei Grevenbrück-Neukamp liegende Wehr, über das die Lenne aufgestaut wird. An der rechten Wehrseite zweigt der Obergraben zum Kraftwerk ab, um den Großteil des Lennewassers dem Kraftwerk zuzuführen. Seit 2014 sichert auf der linken Wehrseite ein naturnahes Fischaufstiegsgerinne die Ökologische Durchgängigkeit für Fische und das Makrozoobenthos. Sein Durchfluss von 500 Liter pro Sekunde speist zusammen mit dem überfallenden Wasser den Reststrom im folgenden natürlichen Gewässerbett. Ein kurzer Untergraben leitet das Wasser vom Kraftwerk wieder zurück in die Lenne.

## Kraftwerkstechnik

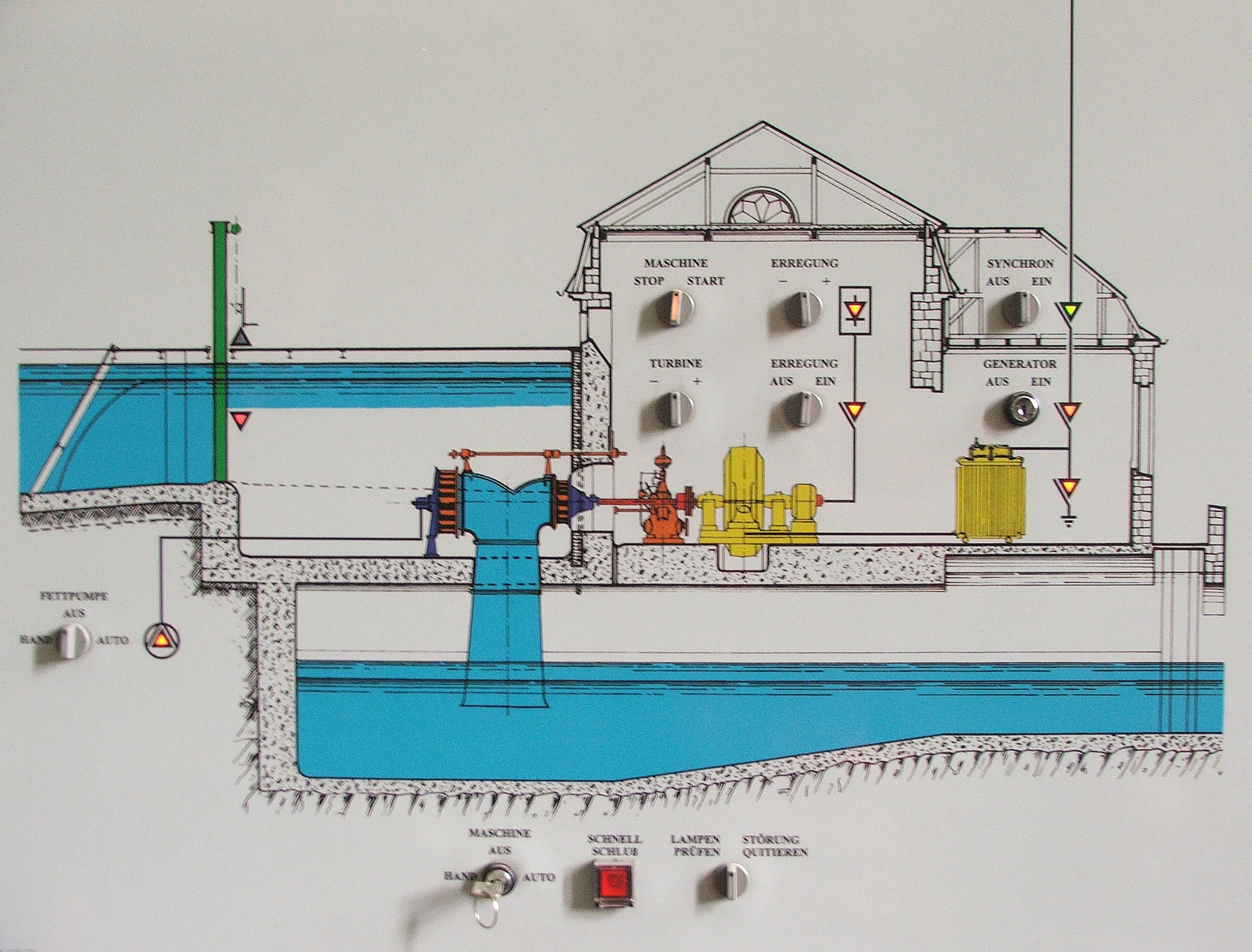
Schalttafel im Kraftwerk mit Zwillingsturbine

Die Maschinentechnik ist weitgehend im ursprünglichen Zustand erhalten und besteht aus zwei Maschinensätzen unterschiedlicher Bauart. Während ein Satz aus einer Francis-Zwillingsturbine besteht arbeitet im zweiten Satz eine Doppelschachtturbine mit zwei gekoppelten Francis-Turbinen. Jeder der beiden Stränge besitzt ein Schluckvermögen von bis zu 6,3 Kubikmeter pro Sekunde. Eine Speicherprogrammierbare Steuerung sorgt für die Steuerung der maschinentechnischen Komponenten, sodass je nach Wasserführung der Lenne die Turbinen gestaffelt zugeschaltet werden.
Die durchschnittliche Fallhöhe am Kraftwerk beträgt rund 7,2 Meter. Die beiden Generatoren sind noch im Originalzustand und erzeugen mit einer Leistung von 600 kW im Jahresmittel rund 2,2 Mio. kWh Strom. Seit 2014 erfolgt keine Einspeisung des erzeugten Stroms in das allgemeine Stromnetz, sondern ein gesondertes Mittelspannungskabel versorgt in Borghausen direkt die benachbarte Ruhrverbands-Kläranlage Lennestadt-Grevenbrück. Nur der überschüssige Strom wird nachgeschaltet in das Netz der BIGGE ENERGIE GmbH eingespeist. Die GmbH ist die gemeinsame Netz- und Vertriebsgesellschaft der LLK mit den Stadtwerken Attendorn.

## Geschichte

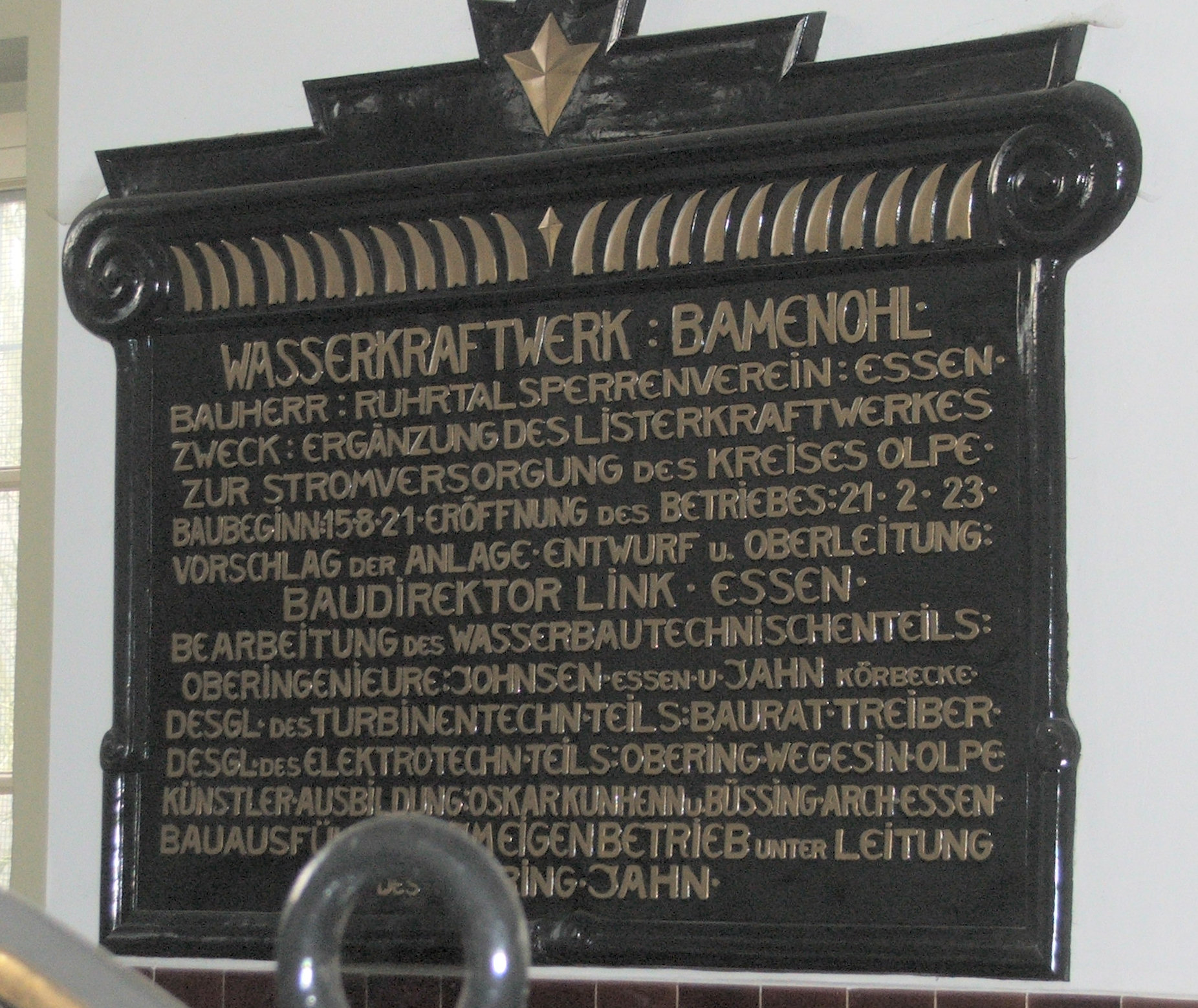
Gedenktafel

Der damalige Ruhrtalsperrenverein, heute mit dem Ruhrverband fusioniert, errichtete das Kraftwerk in den Jahren 1921 bis 1923 zur Verbesserung der Stromversorgung in der Region. Dies vor dem Hintergrund, dass das erste Wasserkraftwerk der LLK an der Listertalsperre im Herbst und Winter gedrosselt werden musste, um einen Wasservorrat in der Sperre für den Sommer anzulegen.
Das Kraftwerksgebäude ist im Jugendstil errichtet worden und besticht durch eine anspruchsvolle architektonische Gestaltung. Mit Stilelementen der 1920er Jahre besitzt es eine Natursteinverkleidung und eine Dacheindeckung in Naturschiefer. Historisch sind die Fensterrahmen in Form von achtstrahligen Sternen, die im damaligen Kraftwerksbau ein Symbol für Energie und Elektrizität waren. Den Innenraum zieren Stuckornamente, farbige Fliesen und eine holzvertäfelte Decke. Eine originale Gedenktafel erinnert an die Erbauer. Nach einem 10 Jahre dauernden Verfahren steht die gesamte Wasserkraftanlage seit September 1996 unter Denkmalschutz. Dieser bezieht sich auf das Stauwehr, den Ober- und Untergraben, das Betriebsgebäude und die Kraftwerkseinrichtungen einschließlich der Turbinenzuläufe. Einzige Ausnahme bildet die Rechenreinigungsanlage aus den 1970er Jahren. Im Zuge der Obergrabensanierung wurde der Kraftwerksrechen fischfreundlich angepasst.
1998 erhielt der Innenraum im Rahmen von Sanierungs- und Restaurierungsarbeiten einen neuen Anstrich. Zudem wurde der alte PVC-Bodenbelag durch neue, farblich abgestimmte Bodenfliesen im Sinne des Denkmalschutzes ersetzt.
2004 musste die Kraftwerksanlage außer Betrieb genommen werden, weil die Bruchsteinmauer des Obergrabens nicht mehr ausreichend standsicher war. Aus wirtschaftlichen Gründen stellte man die Beseitigung der Mängel aber zunächst zurück. Nachdem sich die Rahmenbedingungen, unter anderem dank höherer Strompreise, geändert hatten, wurde 2011 die historische Bruchsteinmauer im Obergraben auf einer Länge von 550 Metern durch ein Betongerinne ersetzt. Dabei ergab sich, dass auch der rund 500 Meter lange Bereich zwischen dem neuen Betongerinne und dem Kraftwerk saniert werden musste. Dort hatten Gänge grabende Tiere während der jahrelangen Betriebsunterbrechung Hohlräume in den Dämmen erzeugt, wodurch die Standsicherheit gefährdet war. Die Sanierung nahm der Betreiber im Jahr 2014 in Angriff, indem auch in diesem Teil eine Betonplatte gegossen wurde. Seitdem ist das Kraftwerk nach über zehn Jahren Stillstand wieder in Betrieb. Aus Gründen des Denkmalschutzes waren anschließend umfangreiche Erdarbeiten zur Geländemodellierung notwendig. Insgesamt wurden 3,6 Millionen Euro in die Sanierung investiert.
Im Spätsommer 2022 erfolgte an der Wehranlage eine mehrmonatige Sanierungsmaßnahme mit Außerbetriebnahme des Kraftwerks. Im mittleren Wehrfeld musste die zehn Meter breite Schütztafel mit der aufgesetzten Wehrklappe erneuert werden. In den beiden seitlichen Felder waren die Tafeln schon zu Beginn des Jahrtausends getauscht worden. Das neue Schütz mit hydraulischen Klappenantrieb konnte im Oktober mithilfe eines Autokrans eingesetzt werden.
Am traditionellen Mühlentag am Pfingstmontag wurde der 100. Geburtstag des Kraftwerks am 29. Mai 2023 begangen, bei dem Gäste hinter die Kulissen der Anlage schauen durften.

## Fotogalerie

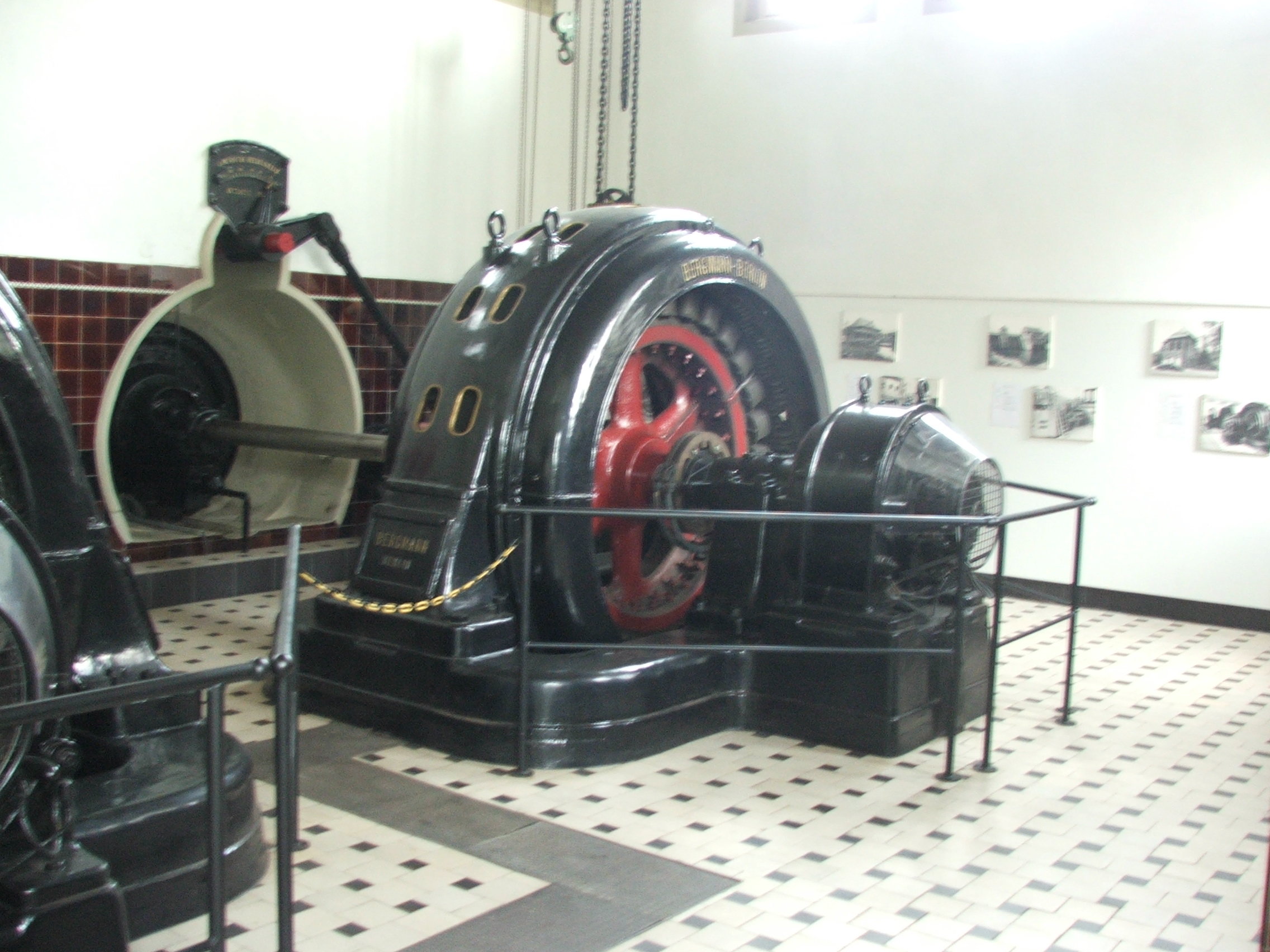
Generator 1
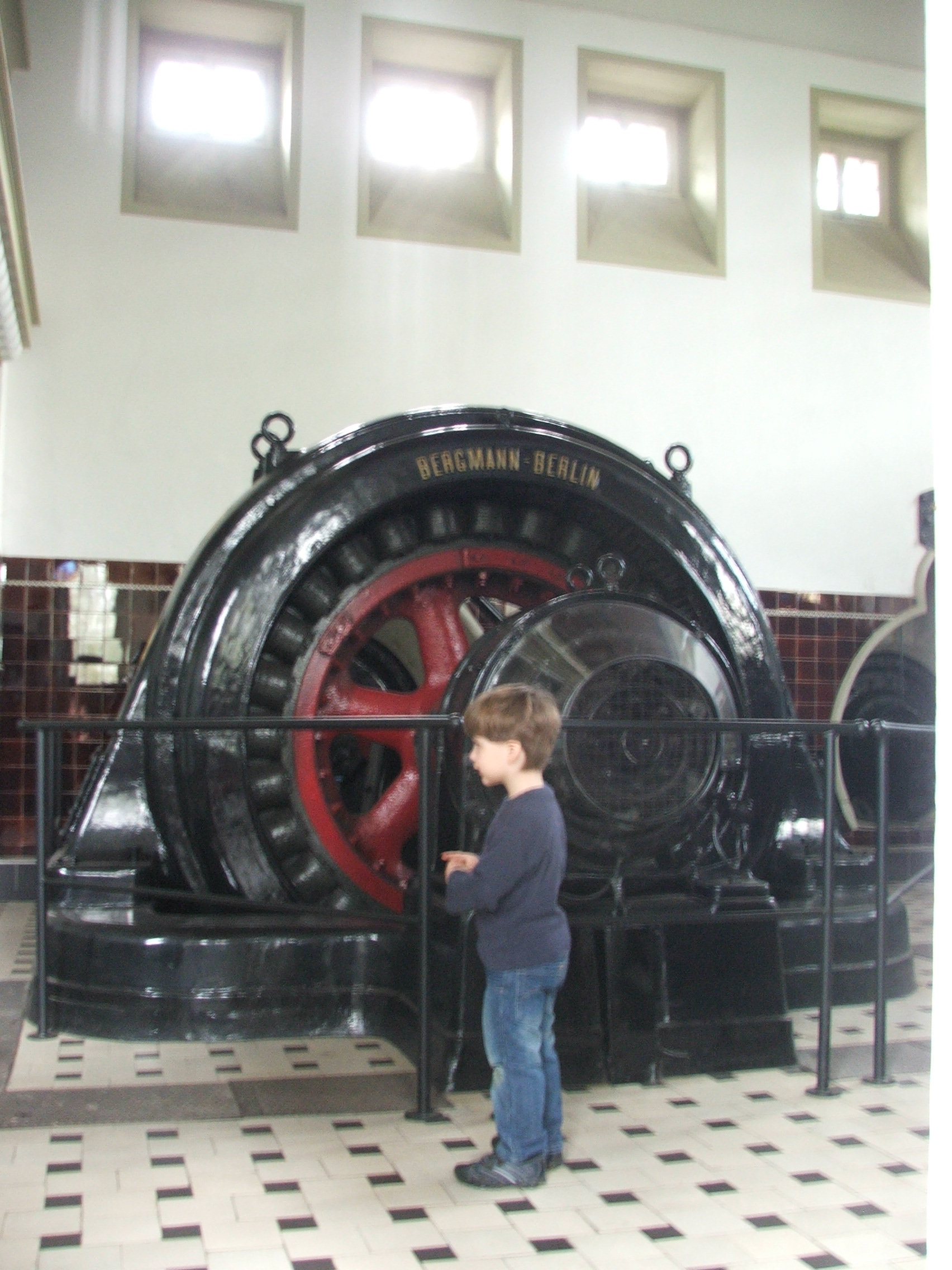
Generator 2
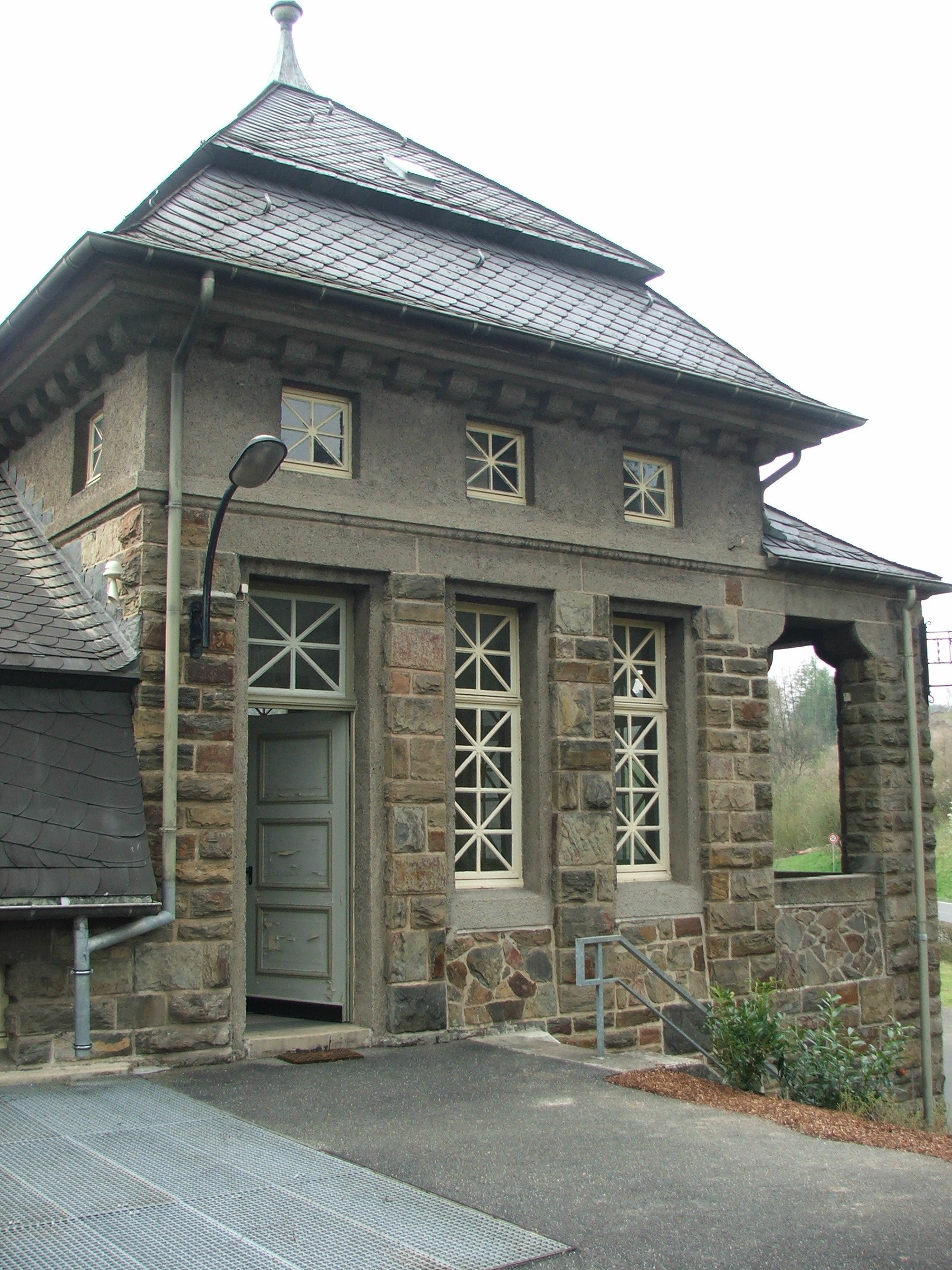
Gebäudefenster mit achteckigen Fensterrahmen
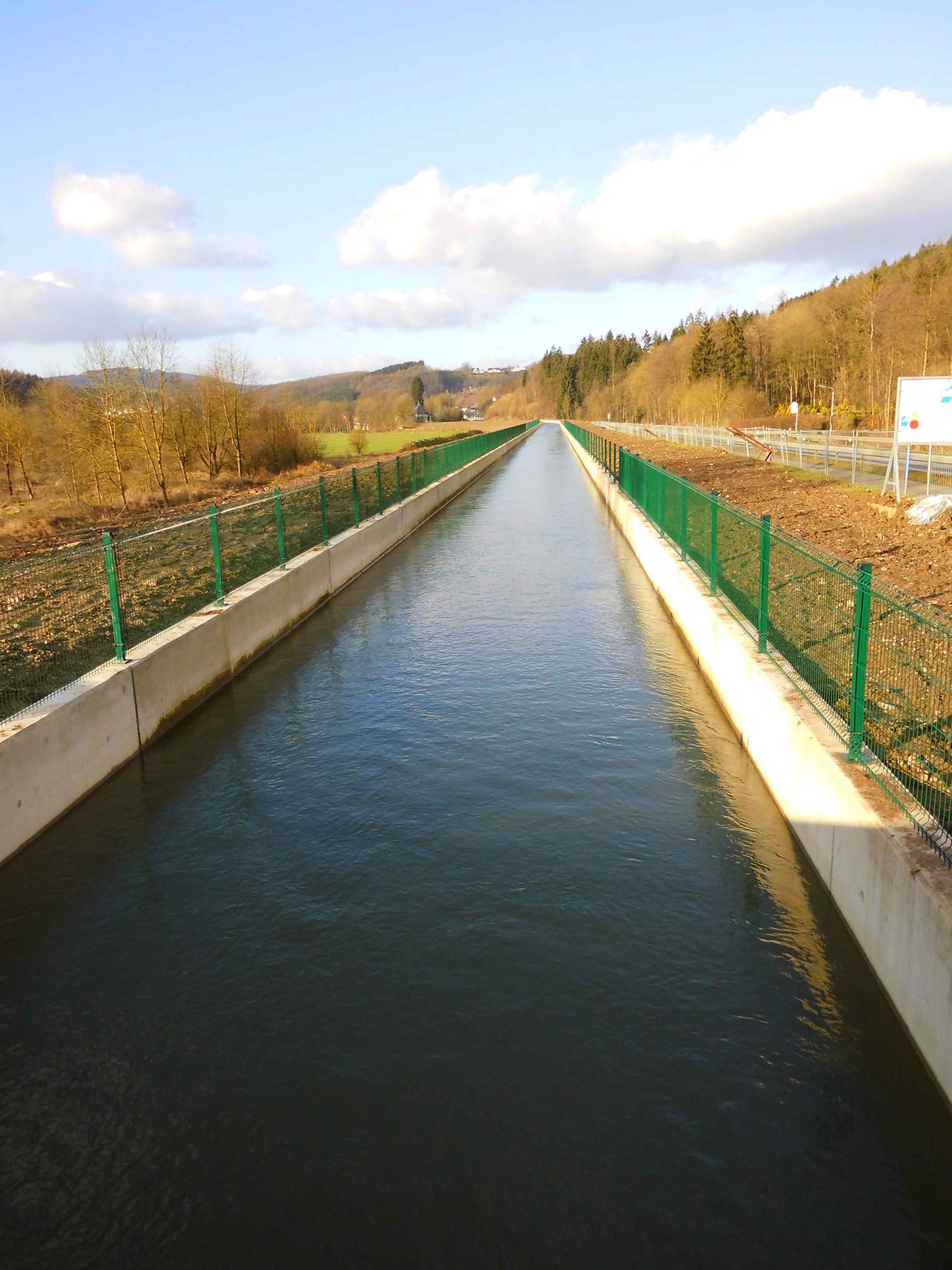
Obergraben nach Sanierung